# Кулешов, Алексей Владимирович
Алексей Владимирович Кулешов (24 февраля 1979, Фрязино, Московская область) — российский волейболист, центральный блокирующий, игрок сборной России в 1998, 2000—2009 годах; тренер.

## Спортивная карьера
Алексей Кулешов начал заниматься волейболом в 13 лет в щёлковской спортшколе под руководством Владимира Ивановича Ананьина. В 1994 году был приглашён в юношескую команду «Искры», в 1996 году дебютировал в одинцовской команде мастеров.
Ненадолго задержавшись в Одинцове, Алексей переехал в «Белогорье-Динамо», где под руководством Геннадия Шипулина создавался базовый клуб сборной России. Первый матч за главную команду страны Кулешов провёл 16 мая 1998 года в Липецке — это была игра Мировой лиги против сборной Польши, завершившаяся победой россиян со счётом 3:0.
Игра вместе с сильнейшими волейболистами страны в белгородском клубе способствовала быстрому росту мастерства Алексея Кулешова, который после победы на молодёжном чемпионате мира 1999 года прочно отвоевал себе место в составе национальной сборной и выиграл с ней серебряную медаль сиднейской Олимпиады.
В 2004 году, после третьей подряд победы «Локомотива-Белогорье» в чемпионате России, второго золота европейской Лиги чемпионов и завоевания почётного Приза памяти Андрея Кузнецова, Алексей Кулешов вместе с Андреем Егорчевым перешёл в московское «Динамо». В 2007—2013 годах выступал за «Искру», в сезоне-2012/13 был капитаном подмосковной команды. Летом 2013 года перешёл в нижегородскую «Губернию», в сезоне-2015/16 выступал за казанский «Зенит».
Алексей Кулешов провёл 200 официальных матчей за сборную России, набрав в них 1448 очков и 11 отыгранных подач, признавался лучшим блокирующим Мировой лиги-2002, Олимпийских игр-2004 и чемпионата мира-2006.

## Достижения

### Со сборной России
- Серебряный призёр Игр XXVII Олимпиады (2000).
- Бронзовый призёр Игр XXVIII Олимпиады (2004).
- Бронзовый призёр Игр XXIX Олимпиады (2008).
- Серебряный призёр чемпионата мира (2002).
- Серебряный призёр чемпионата Европы (2007), бронзовый призёр чемпионатов Европы (2001, 2003).
- Серебряный призёр Кубка мира (2007).
- Победитель Мировой лиги (2002), серебряный (2000, 2007) и бронзовый (2006, 2008, 2009) призёр Мировой лиги.
- Победитель Евролиги (2005), серебряный призёр Евролиги (2004).

### С молодёжной сборной России
- Чемпион Европы (1998).
- Чемпион мира (1999).

### С клубами
- 7-кратный чемпион России (1997/98, 1999/00, 2001/02, 2002/03, 2003/04, 2005/06, 2015/16), серебряный (1998/99, 2004/05, 2006/07, 2007/08, 2008/09) и бронзовый (2011/12) призёр чемпионатов России.
- 4-кратный обладатель Кубка России (1998, 2003, 2006, 2015).
- Обладатель Суперкубка России (2015).
- 3-кратный победитель Лиги чемпионов (2002/03, 2003/04, 2015/16), бронзовый призёр Лиги чемпионов (2006/07, 2008/09).
- Серебряный призёр Кубка Европейской конфедерации волейбола (2001/02, 2009/10, 2013/14).
- Серебряный призёр клубного чемпионата мира (2015).

### Личные
- Признавался лучшим блокирующим на молодёжном чемпионате мира-1999, Мировой лиге-2002, Лиге чемпионов-2004, Олимпийских играх-2004 и чемпионате мира-2006.
- В 2004 году был признан лучшим волейболистом России.
- Участник Матчей звёзд России (2008, 2011, 2012).

## Награды и звания
- Медаль ордена «За заслуги перед Отечеством» I степени (16 марта 2007 года) — за заслуги в развитии физической культуры и спорта и многолетнюю добросовестную работу[5].
- Медаль ордена «За заслуги перед Отечеством» II степени (19 апреля 2001 года) — за большой вклад в развитие физической культуры и спорта, высокие спортивные достижения на Играх XXVII Олимпиады 2000 года в Сиднее[6].
- Заслуженный мастер спорта России (2000 год).

## Семья
Родители Алексея Кулешова также профессионально занимались волейболом. Отец, Владимир Кулешов — мастер спорта СССР международного класса, в 1980-е годы выступал за подмосковное «Динамо», в составе которого становился призёром чемпионатов СССР и обладателем Кубка Кубков-1984/85. Мать, Любовь Кулешова — кандидат в мастера спорта по волейболу. Младший брат Александр играл в столичном «Динамо», «Динамо-Янтаре», красногорском «Зорком», уфимском «Динамо-БашГАУ», «Локомотиве-Изумруде».
Жена Алексея Дарья выступала за «Университет-Белогорье». У них двое сыновей — Никита и Елисей.